# Andreas Jakobsson (snowboard)
Andreas Jakobsson (29 de febrero de 1980) es un deportista sueco que compitió en snowboard. Ganó una medalla de bronce en el Campeonato Mundial de Snowboard de 2005, en la prueba de big air.

## Medallero internacional
| Campeonato Mundial | Campeonato Mundial | Campeonato Mundial | Campeonato Mundial |
| Año                | Lugar              | Medalla            | Competición        |
| ------------------ | ------------------ | ------------------ | ------------------ |
| 2005               | Whistler (Canadá)  | Medalla de bronce  | Big air            |